# Замок Итал

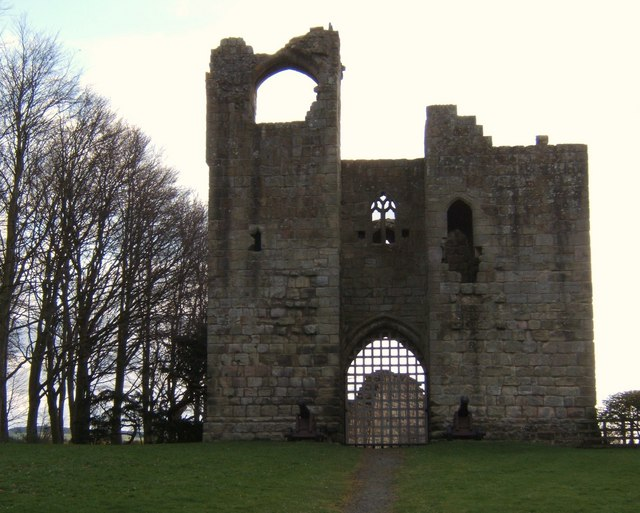
Итал

Замок Итал (англ. Etal) расположен на севере Англии в графстве Нортумберленд недалеко от южных границ Шотландии.

## История замка
Итал был основан в XII в. семьёй Маннерс. В 1341 году Роберт де Маннерс получил разрешение присвоить своему манору статус замка. Роберт был известным во всем Нортумберленде врачом, поэтому замок стал центром паломничества для больных, желающих получить медицинскую помощь. Кроме того он впервые перевел на английский трактат о врачевании Taqwim es-sihha, автором которого был арабский медик XI в. Ибн Ботлан.
Маннерсы враждовали с Херонами, обитателями соседного замка Форд. В 1428 г. сэр Уильям Херон совершил набег на Итал, во время которого был убит.
В 1513 г. армия шотландцев под предводительством короля Якова IV вторглась на территорию Англии и захватила, в числе прочих крепостей, замок Итал. В августе того же года шотландцы были разгромлены в битве при Флоддене, во время которой Яков IV был убит.
В настоящее время замок находится под опекой организации «Английское наследие».

## Информация для посетителей
Замок открыт с апреля по сентябрь ежедневно с 10.00 до 18.00.

Взрослый билет: £3.00. Детский билет: £1.50.